# Bandeira de Abruzzo
A bandeira de Abruzzo é um dos símbolos oficiais da região de Abruzzo, Italia. A bandeira atual foi adotada no dia 21 de maio de 1999 e modificada em 27 de setembro de 2023.

## Simbolismo
A bandeira é o brasão de armas de Abruzzo sobreposto em um campo cor de vinho. O branco representa as montanhas nevadas, o verde as colinas da região e o azul o Mar Adriático.